# I maestri del colore
I maestri del colore è stata una collana, edita dalla casa editrice Fratelli Fabbri, nel 1963-1967. Direttore responsabile era Dino Fabbri.

## Caratteristiche della pubblicazione
La collana fu diffusa nelle edicole ed ebbe un immediato e notevole risultato in termini di vendite. Contribuì alla diffusione della cultura di massa nella società italiana del boom economico, rispondendo alle esigenze di cultura da parte delle nuove classi che si affacciavano al consumo culturale in quegli anni.
Ogni numero della collana usciva con cadenza settimanale, ed era curato nella parte saggistica descrittiva iniziale da un diverso specialista.
Ogni fascicolo era dedicato a un singolo autore, o ad un fenomeno particolare della pittura. Ogni singolo fascicolo comprendeva 5 pagine di testo, una pagina di indice delle illustrazioni, e 8 tavole di illustrazioni a colori (lo standard era pubblicare 16 illustrazioni ogni fascicolo). Il formato del fascicolo, 35,5 cm di altezza, permetteva la riproduzione dei capolavori pittorici del passato, in grande formato e a colori. Il prezzo era decisamente accessibile per quegli anni, inizialmente di 300 lire, fu poi portato a 380 nel 1967.
La casa editrice mise in vendita inoltre contenitori in cartone, che raccoglievano 10 numeri ognuno della collana. Queste  custodie in cartone erano rivestite in similpelle con titoli  e decorazioni in oro al dorso e decorazioni in oro al piatto.

## I numeri della prima serie
In totale si contano 278 numeri o fascicoli della collana, otto numeri di indici e repertori, un indice analitico generale.
| Numero del fascicolo | Titolo                                                                | Curatore                               |
| -------------------- | --------------------------------------------------------------------- | -------------------------------------- |
| 1                    | Mantegna                                                              | Alberto Martini                        |
| 2                    | Francisco Goya                                                        | Renata Negri                           |
| 3                    | Vittore Carpaccio                                                     | Terisio Pignatti                       |
| 4                    | Renoir                                                                | Alberto Martini                        |
| 5                    | Correggio                                                             | Silla Zamboni                          |
| 6                    | Van Gogh                                                              | Alberto Martini                        |
| 7                    | Rubens                                                                | Justus Müller Hofstede                 |
| 8                    | Sandro Botticelli                                                     | Mina Bacci                             |
| 9                    | Modigliani                                                            | Franco Russoli                         |
| 10                   | Michelangelo                                                          | Anna Forlani Tempesti                  |
| 11                   | Pieter Bruegel il Vecchio                                             | Andreas Grote                          |
| 12                   | Raffaello : parte prima                                               | Maria Grazia Ciardi Dupré              |
| 13                   | Raffaello : parte seconda                                             | Maria Grazia Ciardi Dupré              |
| 14                   | Gauguin                                                               | Alberto Martini                        |
| 15                   | Giorgione                                                             | Carlo Volpe                            |
| 16                   | Duccio                                                                | Enzo Carli                             |
| 17                   | Tintoretto                                                            | Maria Adelaide Bianchini               |
| 18                   | Toulouse-Lautrec                                                      | Renata Negri                           |
| 19                   | Beato Angelico                                                        | Luciano Berti                          |
| 20                   | Rembrandt                                                             | Hans Werner Grohn                      |
| 21                   | Pietro Longhi                                                         | Francesco Valcanover                   |
| 22                   | Albrecht Durer                                                        | Maria Fossi Todorow                    |
| 23                   | Antonello                                                             | Raffaello Causa                        |
| 24                   | Parmigianino                                                          | Augusta Ghidiglia Quintavalle          |
| 25                   | Delacroix                                                             | Dino Fabbri                            |
| 26                   | Giotto : prima parte                                                  | Giovanni Previtali                     |
| 27                   | Giotto : seconda parte                                                | Giovanni Previtali                     |
| 28                   | Canaletto                                                             | Renato Roli                            |
| 29                   | Paolo Uccello                                                         | Luciano Berti                          |
| 30                   | Claude Monet                                                          | Alberto Martini                        |
| 31                   | Fernand Léger                                                         | Emilio Tadini                          |
| 32                   | Carlo Crivelli                                                        | Guido Perocco                          |
| 33                   | Hans Holbein                                                          | Hans Werner Grohn                      |
| 34                   | Maurice Utrillo                                                       | Renata Negri                           |
| 35                   | Guido Reni                                                            | Andrea Emiliani                        |
| 36                   | Frans Hals                                                            | Silla Zamboni                          |
| 37                   | Tiepolo                                                               | Camillo Semenzato                      |
| 38                   | Giorgio Morandi                                                       | Alberto Martini                        |
| 39                   | Filippo De Pisis                                                      | Massimo Carrà                          |
| 40                   | Jacopo Bassano                                                        | Pietro Zampetti                        |
| 41                   | Manet                                                                 | Dario Durbé                            |
| 42                   | El Greco                                                              | Anna Pallucchini                       |
| 43                   | Wassily Kandinsky                                                     | Peter Anselm Riedl                     |
| 44                   | Paolo Veronese                                                        | Franca Zava Boccazzi                   |
| 45                   | Giovanni Bellini                                                      | Arturo Carlo Quintavalle               |
| 46                   | Théodore Géricault                                                    | Antonio Del Guercio                    |
| 47                   | Pisanello                                                             | Anna Zanoli                            |
| 48                   | Andrea del Castagno                                                   | Anna Zanoli                            |
| 49                   | Carracci                                                              | Evelina Borea                          |
| 50                   | Matisse                                                               | Jean Leymarie                          |
| 51                   | Murillo                                                               | Raffaello Causa                        |
| 52                   | Carlo Carrà                                                           | Gabriele Fantuzzi                      |
| 53                   | Andrea del Sarto                                                      | Fiorella Sricchia Santoro              |
| 54                   | Johannes Vermeer                                                      | Alberto Martini                        |
| 55                   | Bartolomeo Montagna                                                   | Lionello Puppi                         |
| 56                   | Pablo Picasso : parte prima                                           | Alberto Martini                        |
| 57                   | Pablo Picasso : parte seconda                                         | Alberto Martini                        |
| 58                   | Vincenzo Foppa                                                        | Stella Matalon                         |
| 59                   | Alessandro Magnasco                                                   | Renato Roli                            |
| 60                   | Veneziano                                                             | Mina Bacci                             |
| 61                   | Filippo Lippi                                                         | Umberto Baldini                        |
| 62                   | Segantini                                                             | Luciano Budigna                        |
| 63                   | Guercino                                                              | Anna Ottani                            |
| 64                   | Palma il Vecchio                                                      | Alessandro Ballarin                    |
| 65                   | Van der Weyden                                                        | Alexander Duckers                      |
| 66                   | Tiziano: parte prima                                                  | Rodolfo Pallucchini                    |
| 67                   | Tiziano: parte seconda                                                | Rodolfo Pallucchini                    |
| 68                   | Perugino                                                              | Francesco Negri Arnoldi                |
| 69                   | Velázquez                                                             | Raffaello Causa                        |
| 70                   | Camille Pissarro                                                      | Laura Malvano                          |
| 71                   | I Lorenzetti                                                          | Enzo Carli                             |
| 72                   | Van Eyck                                                              | Giorgio Faggin                         |
| 73                   | Lorenzo Monaco                                                        | Luciano Bellosi                        |
| 74                   | Piet Mondrian                                                         | Umbro Apollonio                        |
| 75                   | Giovanni Fattori                                                      | Raffaele de Grada                      |
| 76                   | Sassetta                                                              | Augusta Monferini                      |
| 77                   | Alfred Sisley                                                         | Anna Maria Mura                        |
| 78                   | Dosso Dossi                                                           | Lionello Puppi                         |
| 79                   | Alberto Giacometti                                                    | Alberto Martini                        |
| 80                   | Masolino da Panicale                                                  | Maria Adelaide Bianchini               |
| 81                   | Bramantino                                                            | Piero Bianconi                         |
| 82                   | Lucas Cranach                                                         | Dora Schwarz                           |
| 83                   | Orazio Gentileschi                                                    | Marco Rosci                            |
| 84                   | Konrad Witz                                                           | Piero Bianconi                         |
| 85                   | Pollaiolo                                                             | Arturo Bovi                            |
| 86                   | Cosmè Tura                                                            | Eugenio Riccomini                      |
| 87                   | Ingres                                                                | Dario Durbé                            |
| 88                   | Cima da Conegliano                                                    | Franca Zava Boccazzi                   |
| 89                   | Piero della Francesca                                                 | Giovanni Previtali                     |
| 90                   | Joshua Reynolds                                                       | Keith Roberts                          |
| 91                   | Hugo van der Goes                                                     | Giorgio T. Faggin                      |
| 92                   | Giuseppe Maria Crespi                                                 | Anna Maria Matteucci                   |
| 93                   | Hieronymus Bosch                                                      | Piero Bianconi                         |
| 94                   | Pontormo                                                              | Anna Forlani Tempesti                  |
| 95                   | Romanino                                                              | Elvira Cassa Salvi                     |
| 96                   | Maurice de Vlaminck                                                   | Massimo Carrà                          |
| 97                   | Rosalba Carriera                                                      | Francesco Cessi                        |
| 98                   | Giovanni Battista Piazzetta                                           | Maria Cionini Visani                   |
| 99                   | Lochner                                                               | Bernhard Kerber                        |
| 100                  | François Boucher                                                      | Daniel Ternois                         |
| 101                  | Raoul Dufy                                                            | Guido Perocco                          |
| 102                  | Leonardo                                                              | Mina Bacci                             |
| 103                  | Jean-Baptiste Camille Corot                                           | Virgilio Gilardoni                     |
| 104                  | Francesco Guardi                                                      | Rodolfo Pallucchini                    |
| 105                  | Marquet                                                               | Anna Maria Mura                        |
| 106                  | Rosso Fiorentino                                                      | Evelina Borea                          |
| 107                  | Claude Lorrain                                                        | Malcolm R. Waddingham                  |
| 108                  | Thomas Gainsborough                                                   | Keith Roberts                          |
| 109                  | Pietro da Cortona                                                     | Francesco Abbate                       |
| 110                  | Francesco del Cossa                                                   | Vincenza Scassellati-Riccardi          |
| 111                  | Giovanni da Milano                                                    | Liana Castelfranchi Vegas              |
| 112                  | Georges Rouault                                                       | Enrico Crispolti                       |
| 113                  | Cimabue                                                               | Ferdinando Bologna                     |
| 114                  | Braque                                                                | Umbro Apollonio                        |
| 115                  | Lorenzo Lotto                                                         | Pietro Zampetti                        |
| 116                  | Gerolamo Savoldo                                                      | Alessandro Ballarin                    |
| 117                  | Domenico Beccafumi                                                    | Maria Grazia Ciardi Duprè dal Poggetto |
| 118                  | Benozzo Gozzoli                                                       | Pietro Scarpellini                     |
| 119                  | Simone Martini                                                        | Ferdinando Bologna                     |
| 120                  | Sutherland Graham                                                     | Luigi Carluccio                        |
| 121                  | Memlinc                                                               | Giorgio T. Faggin                      |
| 122                  | Fontanesi                                                             | Massimo Carrà                          |
| 123                  | Grünewald                                                             | Peter Anselm Riedl                     |
| 124                  | Jean Siméon Chardin                                                   | Francesco Valcanover                   |
| 125                  | Anthonis van Dyck                                                     | Justus Müller Hofstede                 |
| 126                  | Felix Vallotton                                                       | Piero Bianconi                         |
| 127                  | De Nittis                                                             | Enrico Piceni                          |
| 128                  | Bergognone                                                            | Sergio Samek-Ludovici                  |
| 129                  | Gustave Courbet                                                       | Laura Malvano                          |
| 130                  | Adam Elsheimer                                                        | Malcolm R. Waddingham                  |
| 131                  | John Constable                                                        | Mary Chamot                            |
| 132                  | Ercole de Roberti                                                     | Lionello Puppi                         |
| 133                  | Gaudenzio Ferrari                                                     | Piero Bianconi                         |
| 134                  | Bernardo Strozzi                                                      | Anna Maria Matteucci                   |
| 135                  | Gregorio de Ferrari                                                   | Andreina Griseri                       |
| 136                  | Joan Miró                                                             | Roland Penrose                         |
| 137                  | Ernst Kirchner                                                        | Enrico Crispolti                       |
| 138                  | Joseph Turner                                                         | John Rothenstein                       |
| 139                  | Giovan Battista Moroni                                                | Emma Spina                             |
| 140                  | Georges de La Tour                                                    | Anna Ottani Cavina                     |
| 141                  | Luini                                                                 | Angela Ottino della Chiesa             |
| 142                  | Bonnard                                                               | Franco Russoli                         |
| 143                  | Bronzino                                                              | Andrea Emiliani                        |
| 144                  | Degas                                                                 | Giovanni Carandente                    |
| 145                  | Moretto                                                               | Elvira Cassa Salvi                     |
| 146                  | Chaïm Soutine                                                         | Renata Negri                           |
| 147                  | Boccioni                                                              | Guido Ballo                            |
| 148                  | Henri Rousseau                                                        | Carla Lonzi                            |
| 149                  | Altdorfer                                                             | Friderike Klauner                      |
| 150                  | Kokoschka                                                             | Michelangelo Masciotta                 |
| 151                  | Antonio Vivarini                                                      | Francesca D'Arcais                     |
| 152                  | Poussin                                                               | Renato Roli                            |
| 153                  | Domenichino                                                           | Evelina Borea                          |
| 154                  | Caravaggio : parte prima                                              | Raffaello Causa                        |
| 155                  | Caravaggio : parte seconda                                            | Raffaello Causa                        |
| 156                  | Domenico Ghirlandaio                                                  | Marco Chiarini                         |
| 157                  | Vitale da Bologna                                                     | Arturo Carlo Quintavalle               |
| 158                  | Sebastiano del Piombo                                                 | Rodolfo Pallucchini                    |
| 159                  | Gentile da Fabriano                                                   | Luciano Bellosi                        |
| 160                  | Jusepe de Ribera                                                      | Alina Cuoco                            |
| 161                  | Jacques-Louis David                                                   | Alvar González-Palacios                |
| 162                  | Klimt                                                                 | Werner Hofmann                         |
| 163                  | Jean Honoré Fragonard                                                 | Francis Watson                         |
| 164                  | Quinten Metsijs                                                       | Hedwig Verschaeren                     |
| 165                  | Honoré Daumier                                                        | Mario de Micheli                       |
| 166                  | Masaccio                                                              | Ferdinando Bologna                     |
| 167                  | Luca di Leida                                                         | Florent Bex                            |
| 168                  | Jean Fouquet                                                          | Enrico Castelnuovo                     |
| 169                  | James Ensor                                                           | Marcel de Maeyer                       |
| 170                  | Vuillard                                                              | Franco Russoli                         |
| 171                  | Valentin de Boulogne                                                  | Nicola Ivanoff                         |
| 172                  | Luca Giordano                                                         | Walter Vitzthum                        |
| 173                  | Giacomo Ceruti                                                        | Filippo Ferro                          |
| 174                  | Watteau                                                               | Boris Lossky                           |
| 175                  | Klee                                                                  | Werner Haftmann                        |
| 176                  | Luca Signorelli                                                       | Umberto Baldini                        |
| 177                  | Juan Gris                                                             | Daniel-Henry Kahnweiler                |
| 178                  | Georges Seurat                                                        | Carla Lonzi                            |
| 179                  | Munch                                                                 | Eduard Huttinger                       |
| 180                  | Paul Signac                                                           | Anna Maria Mura                        |
| 181                  | Zurbaran                                                              | Raffaello Causa                        |
| 182                  | Diego de Rivera                                                       | Duilio Morosini                        |
| 183                  | Jacob van Ruisdael                                                    | Horst Karl Gerson                      |
| 184                  | James Whistler                                                        | Andrew McLaren Young                   |
| 185                  | Petrus Christus                                                       | Giorgio Faggin                         |
| 186                  | Cézanne                                                               | Nello Ponente                          |
| 187                  | William Hogarth                                                       | Nicolette Coates                       |
| 188                  | Max Ernst                                                             | Emilio Tadini                          |
| 189                  | Bacon                                                                 | John Rothenstein                       |
| 190                  | Bernardo Bellotto                                                     | Francesco Valcanover                   |
| 191                  | Michael Pacher                                                        | Aurel Schwabik                         |
| 192                  | Louis Le Nain                                                         | Vitale Bloch                           |
| 193                  | Tommaso da Modena                                                     | Franca Zava Boccazzi                   |
| 194                  | Giorgio de Chirico                                                    | Isabella Far                           |
| 195                  | Caspar David Friedrich                                                | Roberto Tassi                          |
| 196                  | David Alfaro Siqueiros                                                | Mario De Micheli                       |
| 197                  | Redon Odilon                                                          | Renata Negri                           |
| 198                  | Giusto de' Menabuoi                                                   | Liana Castelfranchi Vegas              |
| 199                  | Nicolas De Staël                                                      | Denys Sutton                           |
| 200                  | Orozco                                                                | Antonio del Guercio                    |
| 201                  | Chagall                                                               | Renata Negri                           |
| 202                  | Miniatura medievale: parte prima                                      | Carlo Bertelli                         |
| 203                  | Miniatura medievale: parte seconda                                    | Carlo Bertelli                         |
| 204                  | La pittura romanica nell'Italia settentrionale                        | Costanza Segre Montel                  |
| 205                  | Il manierismo di Haarlem                                              | Giorgio T. Faggin                      |
| 206                  | Il Gotico internazionale in Boemia                                    | Joseph Krasa                           |
| 207                  | La pittura romanica in Francia : parte prima                          | Marc Thibout                           |
| 208                  | La pittura romanica in Francia : parte seconda                        | Marc Thibout                           |
| 209                  | Philippe de Champaigne                                                | Pierre Rosenberg                       |
| 210                  | La pittura romanica nell'Italia centro-meridionale                    | Mario Rotili                           |
| 211                  | Spranger e i pittori rudolfini                                        | Nicole Dacos                           |
| 212                  | La pittura bizantina                                                  | Luisa Mortara Ottolenghi               |
| 213                  | Il Maestro di Moulins                                                 | Henri Zerner                           |
| 214                  | Il Baciccio                                                           | Maria Vittoria Brugnoli                |
| 215                  | La pittura romanica in Spagna                                         | Juan Ainaud de Lasarte                 |
| 216                  | Matteo Giovannetti e la cultura mediterranea                          | Enrico Castelnuovo                     |
| 217                  | I paesaggisti nordici italianizzanti del XVII secolo: parte prima     | Malcolm R. Waddingham                  |
| 218                  | I paesaggisti nordici italianizzanti del XVII secolo: parte seconda   | Malcolm R. Waddingham                  |
| 219                  | Michelino da Besozzo e l'"ouvrage de Lombardie"                       | Stella Matalon                         |
| 220                  | I seguaci del Caravaggio nei Paesi Bassi                              | Arthur von Schneider                   |
| 221                  | Anton Raphael Mengs                                                   | Luigi Menegazzi                        |
| 222                  | I Seguaci Del Caravaggio a Napoli                                     | Raffaello Causa                        |
| 223                  | Joseph Wright of Derby                                                | Benedict Nicolson                      |
| 224                  | Gli affreschi gotici lombardi: parte prima                            | Costanza Segre Montel                  |
| 225                  | Gli affreschi gotici lombardi: parte seconda                          | Costanza Segre Montel                  |
| 226                  | Il gotico internazionale in Spagna                                    | Santiago Alcolea                       |
| 227                  | La pittura spagnola nella seconda metà del '400                       | Santiago Alcolea                       |
| 228                  | La pittura riminese del Trecento                                      | Carlo Volpe                            |
| 229                  | Fra Galgario                                                          | Filippo Maria Ferro                    |
| 230                  | Butinone e Zenale                                                     | Elvira Cassa Salvi                     |
| 231                  | André Derain                                                          | Massimo Carrà                          |
| 232                  | La pittura tardogotica veneta                                         | Franca Zava Boccazzi                   |
| 233                  | I paesaggisti olandesi del XVII secolo                                | Helga Wagner                           |
| 234                  | Rubljov                                                               | Irina Ivanova                          |
| 235                  | Il Gotico Internazionale Nei Paesi Tedeschi                           | Enrico Castelnuovo                     |
| 236                  | Giovanni Lanfranco                                                    | Mariangela Novelli                     |
| 237                  | Johann Zoffany                                                        | Mary Webster                           |
| 238                  | Michail Aleksandrovič Vrubel'                                         | Alla Gusarova                          |
| 239                  | La pittura tardogotica in Toscana                                     | Luciano Bellosi                        |
| 240                  | Jean-Étienne Liotard                                                  | Giovanni Previtali                     |
| 241                  | Paolo Veneziano e il suo tempo                                        | Rodolfo Pallucchini                    |
| 242                  | Il'ja Efimovič Repin                                                  | Mira Nemirovskaja                      |
| 243                  | Il gotico internazionale in Francia e nei Paesi Bassi : parte prima   | Enrico Castelnuovo                     |
| 244                  | Il gotico internazionale in Francia e nei Paesi Bassi : parte seconda | Enrico Castelnuovo                     |
| 245                  | La pittura bolognese del Trecento                                     | Eugenio Riccomini                      |
| 246                  | Hubert Robert                                                         | Jean Cailleux                          |
| 247                  | Maso di Banco                                                         | Maria Adelaide Bianchini               |
| 248                  | La scuola di Giotto                                                   | Miklós Boskovits                       |
| 249                  | Marcel Duchamp                                                        | Arturo Schwarz                         |
| 250                  | George Romney                                                         | Patricia Milne Henderson               |
| 251                  | La pittura del Medioevo                                               | Ferdinando Bologna                     |
| 252                  | La pittura dell'Italia centrale nell'età gotica                       | Luciano Bellosi                        |
| 253                  | La pittura dell'Italia settentrionale nell'età gotica                 | Costanza Segre Montel                  |
| 254                  | Il gotico internazionale in Europa                                    | Enrico Castelnuovo                     |
| 255                  | Il gotico internazionale in Italia                                    | Liana Castelfranchi Vegas              |
| 256                  | Masaccio e la pittura del '400 in Toscana                             | Marco Chiarini                         |
| 257                  | Il diffondersi della visione prospettica                              | Antonio Paolucci                       |
| 258                  | La valle padana fra gotico e Rinascimento                             | Lionello Puppi                         |
| 259                  | Prospettiva italiana e microcosmo fiammingo                           | Enrico Castelnuovo                     |
| 260                  | Classicismo e manierismo nell'Italia centrale                         | Fiorella Sricchia Santoro              |
| 261                  | Classicismo e manierismo nel Nord                                     | Fiorella Sricchia Santoro              |
| 262                  | L'Europa all'aprirsi del Cinquecento                                  | Enrico Castelnuovo                     |
| 263                  | Classicismo e realismo nel Nord                                       | Giorgio T. Faggin                      |
| 264                  | Caravaggio e i caravaggeschi                                          | Evelina Borea                          |
| 265                  | La diffusione del naturalismo in Europa                               | Evelina Borea                          |
| 266                  | Il classicismo                                                        | Renato Roli                            |
| 267                  | La pittura barocca                                                    | Anna Ottani Cavina                     |
| 268                  | La pittura del Settecento in Italia                                   | Terisio Pignatti                       |
| 269                  | La pittura del Settecento in Francia e nell'Europa centrale           | Terisio Pignatti                       |
| 270                  | La pittura del Settecento in Inghilterra e in Spagna                  | Terisio Pignatti                       |
| 271                  | Dal romanticismo al realismo                                          | Bruno Toscano                          |
| 272                  | Dal realismo all'impressionismo                                       | Bruno Toscano                          |
| 273                  | Diffusione dell'impressionismo e postimpressionismo                   | Bruno Toscano                          |
| 274                  | Simbolismo e intimismo fine secolo                                    | Bruno Toscano                          |
| 275                  | Le avanguardie: cubismo, futurismo, astrattismo                       | Roberto Tassi                          |
| 276                  | Fauvismo, espressionismo, realismo sociale                            | Roberto Tassi                          |
| 277                  | Scuola di Parigi e personalità indipendenti                           | Roberto Tassi                          |
| 278                  | Dal surrealismo alle correnti più recenti                             | Roberto Tassi                          |

Gli indici:
| Numero fascicolo | Titolo indice |
| ---------------- | --- |
| 279              | Indice e Repertori del volume I                                                                                               |
| 280              | Indici e Repertori dei volumi II-III-IV-V                                                                                     |
| 281              | Indici e Repertori dei volumi VI-VII-VIII-IX                                                                                  |
| 282              | Indici e Repertori dei volumi X-XI-XII-XIII                                                                                   |
| 283              | Indici e Repertori dei volumi XIV-XV-XVI-XVII                                                                                 |
| 284              | Indici e Repertori dei volumi XVIII-XIX-XX                                                                                    |
| 285              | Indici e Repertori dei volumi XXI-XXII-XXIII-XXIV                                                                             |
| 286              | Indici e Repertori dei volumi XXV-XXVI-XXVII-XXVIII                                                                           |
| Index            | Indici de I Maestri del Colore: indice numerico, indice alfabetico, indice cronologico generale, indice cronologico per paese |

## La diffusione all'estero
Grazie anche al successo in Italia della collana, fu tentata la diffusione anche in altri Paesi: nacquero così la Pinacoteca de los genios (Argentina) che pubblicò anche numeri specifici dedicati a pittori non presenti nella serie italiana, The masters e The Great Artists (nei paesi di lingue inglese), Chefs-d'oeuvre de l'art - Grands peintres (Francia), Bastei Galerie der Grossen Maler (Germania). Una edizione fu diffusa anche in Brasile (Gênios da Pintura).

## La seconda serie (1976-1977)
Negli anni 1976-1977 la collana fu ripresa, con una riedizione che però non ebbe il successo della serie precedente storica. Ancora una volta l'uscita settimanale in edicola, ogni venerdì. Direttore della collana era Franco Russoli.

## La terza serie (1991-1992)
Nel 1991 venne ripresa la pubblicazione settimanale, sotto le insegne del Gruppo Editoriale Fabbri, Bompiani, Sonzogno, Etas S.p.A., con l'uscita in edicola ogni martedì. Direttore responsabile, della collana fu Giovanni Giovannini.
Il primo numero che uscì nel 1992, dedicato a Tiziano, ebbe la cura di Adriano Antolini.

## Iniziative collaterali
Nel 1966 fu affiancata a "I maestri del colore" anche una edizione de "I maestri della scultura" espressamente dedicata agli scultori e alle opere scultoree. Direttore ne era sempre Dino Fabbri, condirettore Franco Russoli, assistente Renata Negri. Il primo numero del fascicolo fu dedicato al Pollaiolo.